# Хюбнер, Эмиль
Эмиль Хюбнер (нем. Emil Hübner; 26 марта 1862, Берлин — 5 августа 1943, Берлин) — немецкий антифашист, ставший советским разведчиком.

## Биография
Детство и юность провел у родственников, около Берлина, посещал двухклассную школу, в течение одного года получил специальность пекаря.
Работал мастером на предприятии. Женился на Марии Роземейер, у них впоследствии родилось восемь детей.
Член профсоюза текстильных рабочих. В 1905 году вступил в СДПГ, а в 1919 году в КПГ.
Примерно в середине 20х годов вышел на пенсию по инвалидности.
С 1927 года вместе со своей женой, дочерью Фридой и зятем Станиславом Везолеком проживал в Берлин-Крайсбурге на Шредердамм, 9.
В 1930-е годы работал в столярной мастерской вместе с племянником Вальтером Везолеком, где среди прочего занимался изготовлением ящиков для советского представительства по торговле мебелью. Они предназначались для радиотехники и были снабжены тайным двойным дном, а также скрытыми отделениями. В 1937 году эта связь оборвалась.
По просьбе своего сына Макса с 1939 года изготовлял в тайнике своей квартиры клише для производства фальшивых паспортов.
В 1940 году у Хюбнера умерла жена.
В мае 1942 года неожиданно для Хюбнера в его квартиру на Шредердам из Советского Союза явились Эрна Эйфлер и Вильгельм Феллендорф. Они передали весточку от проживающего в Москве сына Хюбнера Артура и попросили оказать содействие в предоставлении комнаты. На несколько дней Эмиль поселил их на квартире своей дочери Фриды и зятя Станислава Везолека.
Хюбнера арестовали 18 октября 1942 года в Берлине вместе с дочерью и зятем Станиславом Везелеком.
21 октября 1942 года его перевели в тюрьму Шпандау.
Приговорен к смертной казни имперским военным судом. Просил помилования, но оно было отклонено лично Гитлером.
Казнён 5 августа 1943 года в тюрьме Плётцензее. В конце 1969 года Эмиль Хюбнер Указом Верховного Президиума Совета СССР посмертно был награждён орденом Отечественной войны 2 степени..

## Семья
Жена — Мария Роземейер; дети — Артур, Макс, Фрида; внук Иоганн.